# Province de Phattalung
Phatthalung (ou Phattalung, en thaï : พัทลุง) est une province (changwat) de Thaïlande. Sa capitale est la ville de Phatthalung.
Elle est située au sud de la Thaïlande, dans la péninsule Malaise. Elle partage des frontières avec la province de Nakhon Si Thammarat au nord, la province de Songkhla et la province de Satun au sud et la province de Trang à l’ouest.
Ses frontières naturelles sont la chaîne de Bantad entre Phatthalung et Trang et le lac Phatthalung (plus connu sous le nom lac Songkhla) à l’est. La province a une importante production de nids d'hirondelle.

## Administration

La province est divisée en 11 districts (amphoe) :
1. Mueang Phatthalung (อำเภอเมืองพัทลุง)
2. Kong Ra (อำเภอกงหรา)
3. Khao Chaison (อำเภอเขาชัยสน)
4. Tamot (อำเภอตะโหมด)
5. Khuan Khanun (อำเภอควนขนุน)
6. Pak Phayun (อำเภอปากพะยูน)
7. Si Banphot (อำเภอศรีบรรพต)
8. Pa Bon (อำเภอป่าบอน)
9. Bang Kaeo (อำเภอบางแก้ว)
10. Pa Phayom (อำเภอป่าพะยอม)
11. Srinagarindra (กิ่งอำเภอศรีนครินทร์)

Ces districts sont  subdivisés en 65 sous-districts (tambon) et 626 villages (muban). 

## Sceau

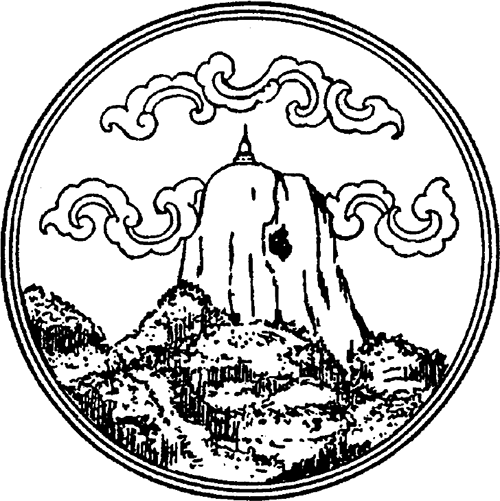
Sceau provincial

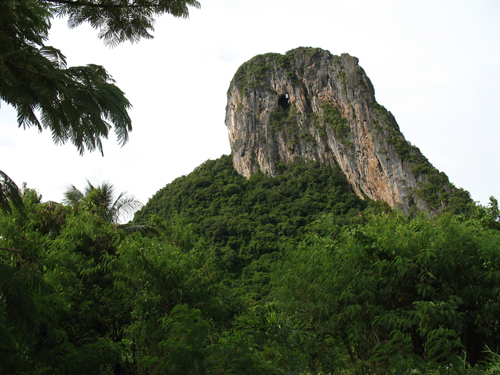
Le Phu Khao Ok Talu

Son sceau représente le Phu Khao Ok Thalu, montagne symbole de la province (hauteur : 250 m) qui domine la ville de Phatthalung.

## Langue et religions
La langue officielle est le thaï, que la plupart des habitants parlent avec l’accent de leur province. Leur langue ordinaire est en général un dialecte.
La population est majoritairement bouddhiste, avec un peu plus de 11 % de musulmans, dont beaucoup sont d'ascendance malaise.